# 岩井雅音

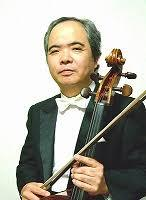

岩井 雅音（いわい まさと  1953年5月14日 - ）は、日本のチェリスト。

## 経歴
長野県南佐久郡野沢町（現佐久市）出身。父親が趣味でチェロを弾いていたこともあり、小学校4年生からチェロを 故 青木十良に師事。桐朋女子高等学校音楽科(男女共学)に学び、研鑽を重ねる 。
指揮者 堤俊作、秋山和慶、後に楽団長となったヴァイオリニスト金山茂人の勧めで、1974年東京交響楽団に入団し、翌年から同団の首席奏者を務め、また同団のソリストも務めた。
その後、チェリスト徳永兼一郎の誘いを受け、1979年NHK交響楽団に入団した。
室内楽の分野では、ピアニスト中巻裕美、N響コンサートマスターを務めた山口裕之や大林修子らと、ピアノを交えた室内楽コンサートに定期的に出演した。指揮者でありピアニストでもあるW.サヴァリッシュやピアニストのバドゥラ＝スコダ、若手ではコルネリア・ヘルマン、リシャ―ル・アムランとも共演。
ミュンヘン音楽大学チェロ教授ウェンシン・ヤンとのチェロ四重奏の共演は話題を呼んだ。NHK交響楽団でのオーケストラ活動のかたわら、数多くの外来演奏家とも共演し室内楽奏者として活躍した。
また、N響メンバーによる室内合奏団を主宰するなど、コンサートプロデュースにも力を注いだ。
2013年、定年によりNHK交響楽団の現役奏者を退いた後、契約職員としてNHK交響楽団に在籍するとともに室内楽や国内のオーケストラの客演首席奏者として各地で活躍、常盤木学園非常勤講師として後進の指導にもあたった。
現在、NHK交響楽団を退職、フリーランスで活躍するとともに後進の指導にあたっている。

## 演奏スタイル
青木十良氏の演奏スタイルを忠実に継承し、さらに様々な演奏家の魅力を加味、 古き良き伝統を守りつつ新しいものにも取り組む、正統派のチェロ奏者。